# Оркестр Ламурё
Оркестр Ламурё (фр. Orchestre Lamoureux) — французский симфонический оркестр, основанный в Париже в 1881 г. скрипачом и дирижёром Шарлем Ламурё (первоначально под названием «Новые концерты», фр. Nouveaux Concerts).
Возник и на протяжении многих лет существовал в условиях конкуренции с оркестром Колонна, соперничая с последним, в частности, за право представлять парижской публике новинки музыки. В частности, оркестр впервые исполнил симфонические поэмы Дебюсси «Ноктюрны» (1901) и «Море» (1905), сюиту из музыки к драме «Пеллеас и Мелизанда» Форе (1901), фортепианный концерт G-dur Равеля (1932) и др. В 1884 году оркестр впервые в Париже исполнил симфоническую картину А.П. Бородина «В Средней Азии». Ламурё был истовым поклонником Рихарда Вагнера, исполнял много его музыки, в том числе впервые в Париже (1887) исполнил оперу Вагнера «Лоэнгрин».
В 1893 Оркестр Ламурё гастролировал в России, в 1896 — в Англии. В 1897 г. Шарль Ламурё передал руководство оркестром своему зятю Камилю Шевийяру, после чего оркестр получил нынешнее название «Оркестр Ламурё». Среди художественных руководителей оркестра были Жан Мартинон и Игорь Маркевич.

## Главные дирижёры
- Шарль Ламурё (1881—1897)
- Камиль Шевийяр (1897—1923)
- Поль Паре (1923—1928)
- Луи Альбер Вольф (1928—1934)
- Эжен Биго (1935—1950)
- Жан Мартинон (1951—1957)
- Игорь Маркевич (1957—1961)
- Жан-Батист Мари (1961—1979)
- Жан Клод Бернед (1979—1991)
- Валентин Кожин (1992)
- Ютака Садо (1993—2011)
- Фейсал Каруи (2011—2015)
- Адриэн Перрушон (2021 - настоящее время)